# Hans-Heinrich Ostmann
Hans-Heinrich Ostmann (Bytom, 16 de outubro de 1913 – Berlim, 4 de novembro de 1959) foi um matemático alemão, que trabalhou com teoria aditiva dos números.

## Vida
Filho de um gerente de minas na Silésia e cursou o ensino médio em sua cidade natal. A partir de 1932 estudou matemática, física e química na Universidade Humboldt de Berlim, em Munique e a partir de 1935 na Universidade de Breslávia, onde obteve um doutorado em 1938, orientado por Georg Feigl (e Johann Radon), com a tese Über die Dichte der Summe zweier Zahlenmengen. Obteve a habilitação em 1942. Em 1945 fugiu para o oeste e morou em Oberwolfach, onde trabalhou como inspetor de leite e avaliador particular de matemáticos leigos (quadratura do círculo e afins). Ao mesmo tempo escreveu um artigo sobre a teoria dos números aditivos. Em 1950 foi docente em Marburg, mas no mesmo ano mudou-se para a Universidade Livre de Berlim como professor associado, onde sua reputação de Marburg como excelente professor foi confirmada. Em 1959 ele morreu de uma doença de pele não diagnosticada (lúpus eritematoso disseminado).
Em 1956 resumiu o estado do conhecimento da teoria dos números aditivos na época em uma publicação abrangente da Springer Verlag.

## Obras
- Additive Zahlentheorie I, II, Springer, Ergebnisse der Mathematik und ihrer Grenzgebiete, 1956, em dois volumes
- com H. Liermann: Zahlentheorie, in Behnke, Fladt, Süss (Eds.) Grundzüge der Mathematik, 1958